# Net zero

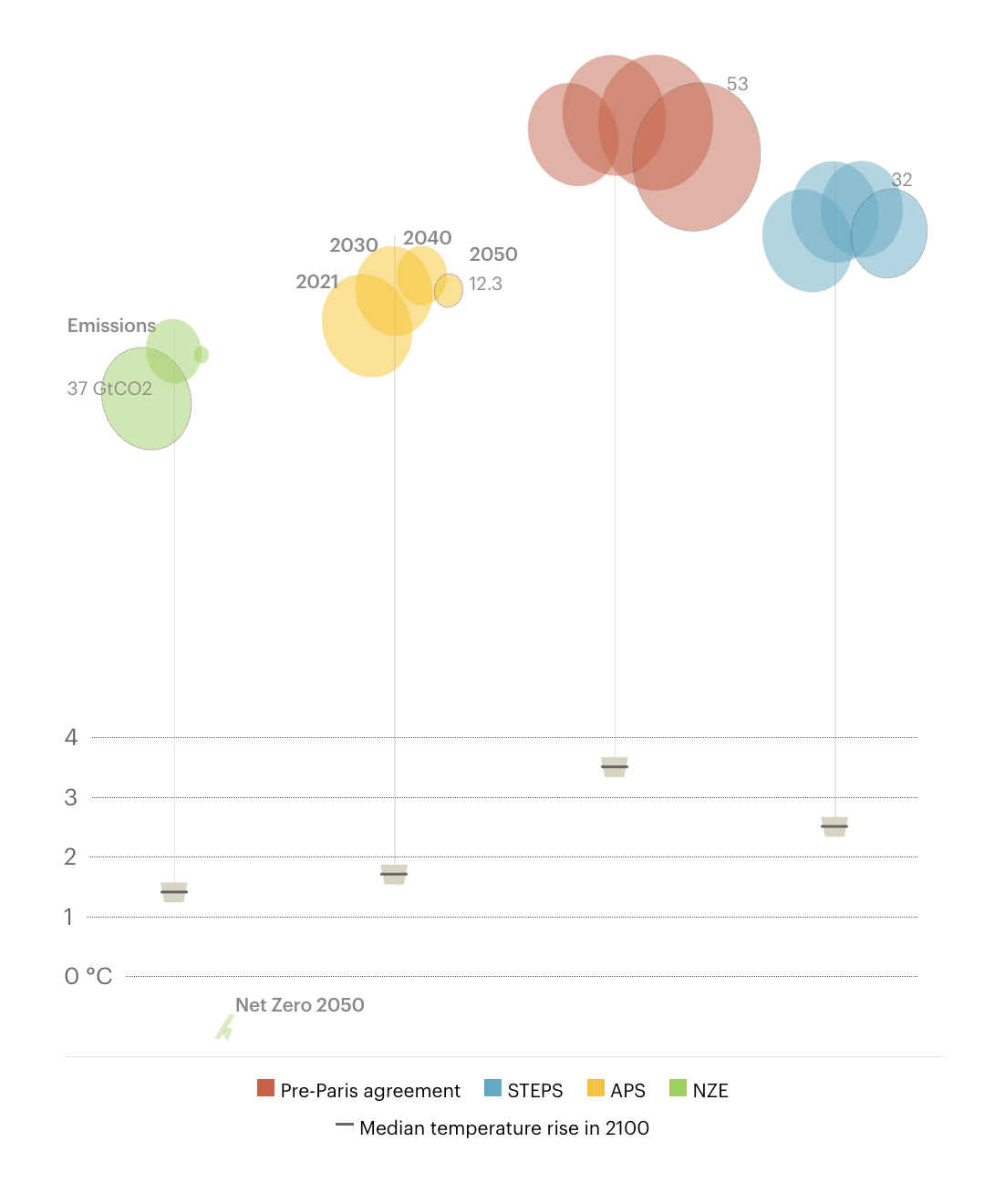
Estimativa de aquecimento global até 2100 associada a vários cenários. Pontos verdes: A proposta da Agência Internacional de Energia para reduzir as emissões relacionadas à energia a zero líquido até 2050 é consistente com a limitação do aquecimento global a 1,5°C. Pontos amarelos: As promessas de emissões líquidas zero e outras promessas de redução de emissões limitariam o aumento da temperatura a cerca de 1,7°C. Pontos azuis: Como muitas promessas climáticas não são respaldadas por políticas, as políticas anunciadas a partir de 2022 limitariam o aumento da temperatura a cerca de 2,5°C. Pontos vermelhos: Antes do Acordo de Paris de 2015, o mundo estava em uma trajetória de aquecimento global de 3,5°C.

As emissões globais net zero descrevem o estado em que as emissões de gases de efeito estufa devido às atividades humanas e as  remoções desses gases estão em equilíbrio em um determinado período. Esse estado é geralmente chamado simplesmente de zero líquido (net zero). Em alguns casos, as emissões se referem às emissões de todos os gases de efeito estufa e, em outros, apenas às emissões de dióxido de carbono (CO2). Para atingir as metas de zero líquido, são necessárias ações para reduzir as emissões. Um exemplo seria a mudança das fontes de energia de combustíveis fósseis para fontes de energia sustentáveis. As organizações geralmente compensam suas emissões residuais comprando créditos de carbono.
As pessoas usam geralmente os termos emissões net zero, neutralidade de carbono e neutralidade climática com o mesmo significado. :22–24 Entretanto, em alguns casos, esses termos têm significados diferentes uns dos outros. Por exemplo, alguns padrões de certificação de neutralidade de carbono permitem uma abundante compensação de carbono. Mas os padrões de zero líquido exigem a redução das emissões em mais de 90% e, em seguida, apenas a compensação dos 10% restantes ou menos para se alinhar às metas de 1,5°C.
Nos últimos anos, o net zero se tornou a principal estrutura para a ação climática [en]. Muitos países e organizações estão definindo metas de zero líquido. Em novembro de 2023, cerca de 145 países haviam anunciado ou estavam considerando metas de zero líquido, cobrindo cerca de 90% das emissões globais. Eles incluem alguns países que resistiram à ação climática nas décadas anteriores. As metas net zero ao nível nacional agora abrangem 92% do PIB global, 88% das emissões e 89% da população mundial. 65% das 2 000 maiores empresas de capital aberto por receita anual têm metas net zero. Entre as empresas da Fortune 500, a porcentagem é de 63%. As metas das empresas podem resultar tanto de ações voluntárias quanto de regulamentações governamentais.
As reivindicações de zero líquido variam enormemente em termos de credibilidade, mas a maioria tem baixa credibilidade, apesar do número crescente de compromissos e metas. Embora 61% das emissões globais de dióxido de carbono sejam cobertas por algum tipo de meta de zero líquido, as metas confiáveis cobrem apenas 7% das emissões. Essa baixa credibilidade reflete a falta de regulamentação vinculante. Também se deve à necessidade de inovação e investimento contínuos para possibilitar a descarbonização.
Até o momento, 27 países promulgaram uma legislação nacional de zero líquido. Essas são leis aprovadas pelas legislaturas que contêm metas net zero ou equivalentes. Atualmente, não há nenhuma regulamentação nacional em vigor que exija legalmente que as empresas sediadas no país atinjam o zero líquido. Vários países, como a Suíça, por exemplo, estão desenvolvendo tal legislação.

## História e justificativa científica
A ideia do net zero surgiu de uma pesquisa realizada no final dos anos 2000 sobre como a atmosfera, os oceanos e o ciclo de carbono estavam reagindo às emissões de CO2. Esta pesquisa descobriu que o aquecimento global só será interrompido se as emissões de CO2 forem reduzidas a zero líquido. O net zero foi fundamental para os objetivos do Acordo de Paris. Ele afirma que o mundo deve “alcançar um equilíbrio entre as emissões antropogênicas por fontes e as remoções por sumidouros de gases de efeito estufa na segunda metade deste século”. O termo “net zero” ganhou popularidade depois que o Painel Intergovernamental sobre Mudanças Climáticas publicou seu Relatório Especial sobre o Aquecimento Global de 1,5 °C (SR15) em 2018. Este relatório afirmava que “Atingir e manter emissões globais antropogênicas [causadas pelo homem] de CO2 em zero líquido e diminuir a força radiativa líquida não relacionada ao CO2 interromperia o aquecimento global antropogênico em escalas de tempo de várias décadas (alta confiança)”.
A ideia de zerar as emissões líquidas é frequentemente confundida com a “estabilização das concentrações de gases de efeito estufa na atmosfera”. Esse é um termo que data da Convenção do Rio de 1992. Os dois conceitos não são os mesmos. Isso ocorre porque o ciclo do carbono sequestra ou absorve continuamente uma pequena porcentagem das emissões históricas cumulativas de CO2 causadas pelo homem na vegetação e no oceano. Isso acontece mesmo depois que as emissões atuais de CO2 forem reduzidas a zero. Se a concentração de CO2 na atmosfera fosse mantida constante, algumas emissões de CO2 poderiam continuar. No entanto, as temperaturas médias globais da superfície continuariam a aumentar por muitos séculos devido ao ajuste gradual das temperaturas profundas dos oceanos. Se as emissões de CO2 que resultam diretamente das atividades humanas forem reduzidas a zero líquido, a concentração de CO2 na atmosfera diminuiria. Isso aconteceria em um ritmo rápido o suficiente para compensar esse ajuste do oceano profundo. O resultado seria temperaturas de superfície médias globais aproximadamente constantes ao longo de décadas ou séculos.

### Tipos de gases de efeito estufa
Será mais rápido atingir emissões líquidas zero apenas para o CO2, em vez de CO2 mais outros gases de efeito estufa, como metano, óxido nitroso e gases fluorados [en]. A meta de emissões líquidas zero para emissões que não sejam de CO2 é mais tardia, em parte porque os modeladores presumem que algumas dessas emissões, como o metano proveniente da agricultura, são mais difíceis de serem eliminadas. As emissões de gases de vida curta, como o metano, não se acumulam no sistema climático da mesma forma que o CO2. Portanto, não há necessidade de reduzi-las a zero para interromper o aquecimento global. Isso ocorre porque as reduções nas emissões de gases de vida curta causam um declínio imediato no forçamento radiativo resultante. O forçamento radiativo é a mudança no balanço de energia da Terra que eles causam. Entretanto, esses gases potentes, mas de vida curta, aumentarão as temperaturas no curto prazo. Isso pode fazer com que o aumento da temperatura ultrapasse o limite de 1,5 °C muito antes. Uma meta abrangente de emissões líquidas zero incluiria todos os gases de efeito estufa. Isso garantiria que o mundo também reduziria com urgência os gases que não são CO2.
Algumas metas visam atingir emissões líquidas zero apenas para o dióxido de carbono. Outras visam atingir o net zero de todos os gases de efeito estufa. Padrões robustos de net zero afirmam que todos os gases de efeito estufa devem ser cobertos pelas metas de um determinado ator.

Alguns autores afirmam que as estratégias de neutralidade de carbono se concentram apenas no dióxido de carbono, mas o net zero inclui todos os gases de efeito estufa. Entretanto, algumas publicações, como a estratégia nacional da França, usam o termo “neutro em carbono” para significar reduções líquidas de todos os gases de efeito estufa. Os Estados Unidos se comprometeram a atingir emissões “net zero” até 2050, porém, em março de 2021, o país ainda não havia especificado quais gases de efeito estufa seriam incluídos em sua meta.

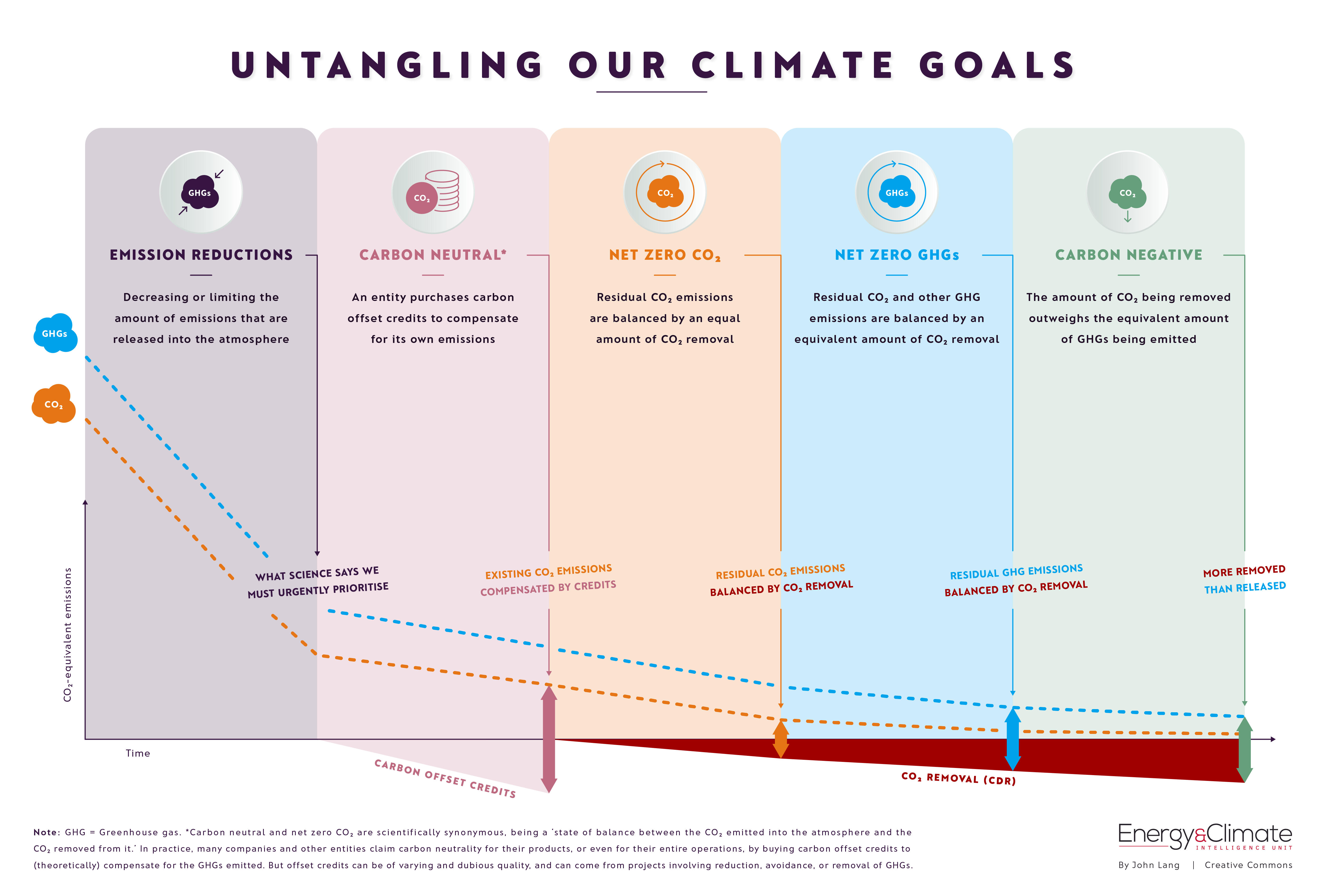
Os termos “carbono neutro” e “net zero” são frequentemente usados de forma intercambiável por políticos, empresas e cientistas. Alguns especialistas usam os termos de forma diferente, conforme ilustrado neste gráfico

## Terminologia
Países, governos locais, organizações e instituições financeiras podem anunciar compromissos para alcançar emissões líquidas zero.
Nas discussões sobre mudanças climáticas, os termos net zero, neutralidade de carbono e neutralidade climática são frequentemente usados como se fossem sinônimos.:22–24 No entanto, em alguns contextos, eles têm significados diferentes. As seções abaixo explicam isso. As pessoas geralmente usam esses termos sem definições padrão rigorosas.

## Abordagens
Um determinado ator pode planejar atingir emissões líquidas zero por meio de uma combinação de abordagens. Isso incluiria (1) ações para reduzir suas próprias emissões, (2) ações para reduzir as emissões de outros (terceiros) e (3) ações para  remover diretamente o dióxido de carbono da atmosfera (sumidouros de carbono).

### Redução de emissões
Padrões robustos de net zero exigem que os atores reduzam suas próprias emissões o máximo possível, seguindo caminhos baseados na ciência. Em seguida, eles devem equilibrar suas emissões residuais usando remoções e compensações. :12 Normalmente, isso envolve a mudança de combustíveis fósseis para fontes de energia sustentáveis. As emissões residuais são aquelas que não podem ser reduzidas por motivos tecnológicos.
Especialistas e modelos net zero discordam sobre a porcentagem exata de emissões residuais que devem ser permitidas. A maioria das orientações sugere que elas devem ser limitadas a uma pequena fração do total de emissões. Fatores geográficos e específicos do setor determinariam a quantidade. A iniciativa Science Based Targets afirma que as emissões residuais na maioria dos setores devem ficar entre 5% e 10% das emissões basais de uma organização. Esse valor deve ser ainda menor para alguns setores com alternativas competitivas, como o setor de energia. Setores como o de manufatura pesada, onde é mais difícil mitigar as emissões, provavelmente terão uma porcentagem maior de emissões residuais até 2050.
A ISO e o British Standards Institution (BSI) [en] publicam padrões de “neutralidade de carbono” que têm maior tolerância para emissões residuais do que os padrões “net zero”. Por exemplo, o BSI PAS 2060 [en] é um padrão britânico para medir a neutralidade de carbono. De acordo com esses padrões, a neutralidade de carbono é uma meta de curto prazo, e o zero líquido é uma meta de longo prazo.

### Remoções e compensações de carbono
Para equilibrar as emissões residuais, os atores podem tomar medidas diretas para remover o dióxido de carbono da atmosfera e sequestrá-lo. Como alternativa ou adicionalmente, eles podem comprar créditos de carbono que “compensam” as emissões. Os créditos de carbono podem ser usados para financiar projetos de remoção de carbono, como o reflorestamento.
Padrões rígidos, como os padrões “net zero” da ISO e do BSI, só permitem compensações baseadas em remoções que tenham a mesma permanência que os gases de efeito estufa que elas equilibram. O termo para esse conceito é remoções “iguais para iguais”. Permanência significa que as remoções devem armazenar gases de efeito estufa pelo mesmo período que o tempo de vida das emissões de GEE que elas equilibram. Por exemplo, o metano tem uma vida útil de cerca de 12 anos na atmosfera. O dióxido de carbono dura entre 300 e 1 000 anos. Portanto, as remoções que equilibram o dióxido de carbono devem durar muito mais do que as remoções que equilibram o metano.
Os créditos de carbono também podem financiar iniciativas que visam a evitar emissões. Um exemplo seriam os retrofits de eficiência energética ou projetos de energia renovável. As compensações de emissões evitadas resultam de ações que reduzem as emissões em relação a uma linha de base ou status quo. Mas elas não removem as emissões da atmosfera. Padrões fracos, como os padrões de “neutralidade de carbono” da ISO e do BSI, permitem que as organizações usem créditos de carbono de emissões evitadas. Elas não especificam quão permanente ou durável deve ser um crédito.
A compensação de carbono tem sido criticada em várias frentes. Uma preocupação importante é que as compensações podem atrasar as reduções ativas de emissões. Em um relatório de 2007 do  Transnational Institute, Kevin Smith comparou as compensações de carbono a indulgências medievais. Ele disse que elas permitem que as pessoas paguem “às empresas de compensação para absolvê-las de seus pecados de carbono”. Ele disse que isso permite uma atitude “business as usual” que sufoca as grandes mudanças necessárias. Muitas pessoas criticaram as compensações por participarem de greenwashing. Esse argumento apareceu em uma decisão de um órgão de fiscalização de 2021 contra a Shell.
A regulamentação frouxa das reivindicações dos esquemas de compensação de carbono, combinada com as dificuldades de calcular o sequestro de gases de efeito estufa e as reduções de emissões, também geraram críticas. O argumento é que isso pode resultar em esquemas que, na realidade, não compensam adequadamente as emissões. Houve iniciativas para criar uma regulamentação melhor. As Nações Unidas operam um processo de certificação para compensações de carbono desde 2001. Esse processo é chamado de Mecanismo de Desenvolvimento Limpo. Seu objetivo é estimular “o desenvolvimento sustentável e as reduções de emissões, ao passo que dá aos países industrializados alguma flexibilidade na forma como cumprem suas metas de limitação de redução de emissões". O Comitê de Mudanças Climáticas do governo do Reino Unido afirma que as reduções ou remoções de emissões relatadas poderiam ter ocorrido de qualquer forma, ou não durar no futuro. Isso ocorre apesar de uma melhoria nos padrões a nível global e no Reino Unido.
Também houve críticas às plantações florestais não nativas e de monocultura como compensações de carbono. Isso se deve aos seus “efeitos limitados - e às vezes negativos - sobre a biodiversidade nativa” e outros serviços ecossistêmicos.
A maioria dos créditos de carbono no mercado voluntário atual não atende aos padrões da ONU, da CQNUMC, da ISO ou da SBTi para remoções permanentes de dióxido de carbono. Portanto, provavelmente será necessário um investimento significativo na captura de carbono e no armazenamento geológico permanente para atingir metas líquidas zero até meados do século.

## Implementação
Desde 2015, houve um crescimento significativo no número de atores que se comprometeram com emissões líquidas zero. Surgiram muitos padrões que interpretam o conceito de net zero e visam medir o progresso em direção às metas de zero líquido.:38 Alguns desses padrões são mais robustos do que outros. Algumas pessoas criticaram os padrões fracos por facilitarem o greenwashing.:38 A ONU, a CQNUMC, a Organização Internacional para Padronização (ISO) e a iniciativa Science Based Targets [en] (SBTi) promovem os padrões mais robustos.
O “Grupo de Especialistas de Alto Nível das Nações Unidas sobre os Compromissos de Emissões Zero Líquidas de Entidades Não Estatais” fez várias recomendações para atores não estatais. Estes incluem cidades, governos regionais, instituições financeiras e empresas. Uma delas é não financiar o desenvolvimento de novos combustíveis fósseis. Outra é apoiar uma política climática sólida. E outra é garantir que as atividades e os investimentos comerciais não contribuam para o desmatamento.:12–13
65% das 2 000 maiores empresas de capital aberto por receita anual têm metas de net zero. Entre as empresas da Fortune 500, a porcentagem é de 63%. As metas das empresas podem resultar tanto de ações voluntárias quanto de regulamentações governamentais.

### Escopo das fontes de emissões
O Protocolo de Gases de Efeito Estufa é um grupo de normas que são as mais comuns na contabilidade de GEE. Esses padrões refletem vários princípios contábeis. Eles incluem relevância, integridade, consistência, transparência e precisão.:8-9 O protocolo divide as emissões em três escopos:
- O Escopo 1 abrange todas as emissões diretas de GEE em um limite corporativo (pertencente ou controlado por uma empresa).[46]:25 Inclui o combustível queimado pela empresa, o uso de veículos da empresa e as emissões fugitivas.[46]:27
- O Escopo 2 abrange as emissões indiretas de GEE do consumo de eletricidade, calor, resfriamento ou vapor adquiridos.[46]:27-29 Em 2010, pelo menos um terço das emissões globais de GEE eram de Escopo 2.[47]
- As fontes de emissão do Escopo 3 incluem emissões de fornecedores e usuários de produtos (também conhecidas como “cadeia de valor”). O transporte de mercadorias e outras emissões indiretas também fazem parte deste escopo.[48] Estima-se que as emissões do Escopo 3 representem 75% de todas as emissões relatadas ao Carbon Disclosure Project, embora essa porcentagem varie muito entre os setores empresariais.[49]

As metas corporativas de emissões net zero variam conforme a sua abrangência em relação às emissões relacionadas às atividades da empresa. Isto pode afetar muito o volume de emissões contabilizadas. Algumas empresas de petróleo, por exemplo, afirmam que suas operações (Escopos 1 e 2) produzem emissões líquidas zero. Essas alegações não cobrem as emissões produzidas quando o petróleo é queimado por seus clientes, que representam de 70 a 90% das emissões relacionadas ao petróleo. Isto ocorre porque elas contam como emissões de Escopo 3.
Padrões robustos de net zero exigem que as emissões do Escopo 3 sejam contabilizadas, mas os padrões de “neutralidade de carbono” não.

### Prazo
Para atingir o zero líquido, os atores são incentivados a definir metas de zero líquido para 2050, ou antes. As metas de zero líquido de longo prazo devem ser complementadas por metas intermediárias para cada um a cinco anos. A ONU, a CQNUMC, a ISO e a SBTi afirmam que as organizações devem priorizar a redução precoce e antecipada das emissões. Elas dizem que devem ter como objetivo reduzir as emissões pela metade até 2030. As metas e os planos específicos de redução de emissões podem ser diferentes para cada setor. Alguns podem ser capazes de se descarbonizar mais rápida e facilmente do que outros.
Muitas empresas afirmam com frequência o compromisso de atingir emissões líquidas zero até o ano de 2050. Essas promessas são geralmente feitas no âmbito corporativo. Tanto os governos quanto as agências internacionais incentivam as empresas a contribuírem para um compromisso nacional ou internacional de emissões líquidas zero. A Agência Internacional de Energia afirma que o investimento global em substitutos de baixo carbono para combustíveis fósseis precisa atingir US$ 4 trilhões por ano até 2030 para que o mundo chegue ao zero líquido até 2050.
Algumas análises levantaram a preocupação de que o zero líquido é impossível de ser alcançado em todo o mundo até 2050.
Em média, aproximadamente 29% das empresas nos estados-membros da UE formularam uma meta para atingir o zero líquido ou já alcançaram essa meta. Entretanto, esses números podem variar significativamente entre diferentes setores, países e tamanho das empresas. As pressões externas, como a exposição das empresas aos riscos associados à mudança climática e sua percepção pública enquanto problema, podem influenciar a ambição de uma empresa de adotar metas e estratégias específicas.

### Contabilidade abrangente
A orientação das instituições normativas diz que as organizações devem escolher um ano-base para medir as suas reduções de emissões. Esse ano deve ser adequado ao seu perfil típico de gases de efeito estufa. Elas devem explicar a escolha do ano base e como levarão em conta as mudanças nas condições desde o ano base. As organizações financeiras também devem incluir as emissões em seu portfólio, incluindo todas as organizações que financiaram, investiram ou seguraram. Os países e as regiões devem incluir tanto as emissões territoriais liberadas dentro de suas fronteiras quanto as emissões de consumo relacionadas a produtos e serviços importados e consumidos dentro de suas fronteiras.
As cidades e os países representam um desafio quando se trata de calcular as emissões. Isso ocorre porque a produção de produtos e serviços dentro de suas fronteiras pode estar vinculada ao consumo interno ou às exportações. Ao mesmo tempo, a população também consome produtos e serviços importados. Portanto, é importante declarar explicitamente se as emissões são contadas no local da produção ou do consumo. Isso ajuda a evitar a dupla contagem. As longas cadeias de produção de um mercado globalizado podem transformar isto em um desafio. Há outros desafios ao analisar os sistemas de energia renovável e as baterias de veículos elétricos. Isso ocorre porque a energia incorporada necessária e outros efeitos da extração de matéria-prima costumam ser significativos ao medir as emissões do ciclo de vida. Entretanto, as emissões locais no local em que são usadas podem ser pequenas.

### Normas para produtos
As principais normas e orientações permitem que os órgãos oficiais de certificação atestem os produtos como neutros em carbono, mas não como net zero. A lógica por trás disso é que, até que as organizações e suas cadeias de suprimentos estejam no caminho certo para o zero líquido, permitir que um produto afirme ser zero líquido nesse momento seria desonesto e levaria ao greenwashing.

Benefício líquido para o PIB
Danos crônicos evitados
Danos agudos evitados
Custos de mitigação
Alteração percentual no PIB mundial em um cenário de zero líquido. A linha sólida mostra o aumento do PIB que resultaria dos esforços para reduzir as emissões a zero líquido.

### Impacto financeiro
O Fundo Monetário Internacional estima que, em comparação com as políticas governamentais atuais, a mudança de políticas para zerar as emissões até 2050 resultaria em um aumento de 7% no produto interno bruto (PIB) global. Em suas estimativas, o custo das reduções de emissões em 2050 é menor que 2% do PIB mundial, e a economia de custos decorrente da redução dos efeitos da mudança climática é de aproximadamente 9% do PIB mundial.

## Credibilidade
Cada vez mais nações e organizações dos setores público e privado estão se comprometendo com o net zero. Mas a credibilidade dessas afirmações continua baixa. Não há nenhuma regulamentação obrigatória que exija uma transição para o zero líquido. Portanto, a maioria esmagadora dos compromissos de zero líquido foi assumida de forma voluntária. A falta de um mecanismo de fiscalização em torno dessas alegações significa que muitas são duvidosas. Em muitos setores, como aço, cimento e produtos químicos, o caminho para chegar ao zero líquido em termos de tecnologia ainda não está claro. Provavelmente serão necessários mais investimentos em pesquisa e inovação e mais regulamentações para que as declarações de emissões líquidas zero se tornem mais confiáveis.
Tzeporah Berman [en], presidente da Iniciativa do Tratado de Não Proliferação de Combustíveis Fósseis [en], criticou as alegações de net zero das empresas de combustíveis fósseis, descrevendo-as como “ilusórias e baseadas em ciência ruim”.

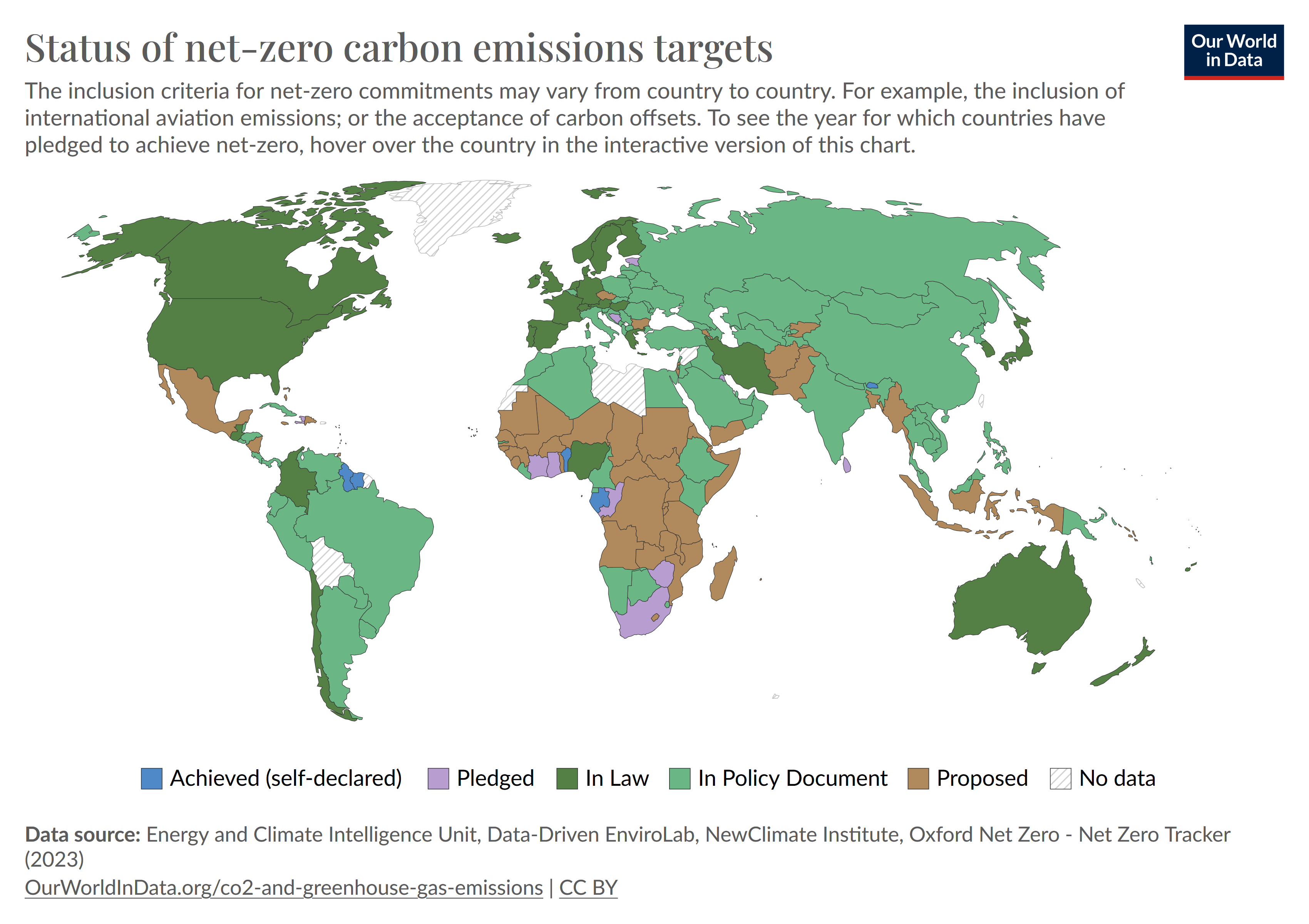
Situação das metas de emissões líquidas zero de carbono em outubro de 2023. Os critérios de admissão para compromissos de emissões líquidas zero podem variar conforme o país

Um consórcio de cientistas climáticos monitorou os compromissos de net zero. Sua pesquisa constatou que as promessas líquidas redigidas na documentação de leis ou políticas aumentaram de 7% dos países em 2020 para 75% em 2023. No entanto, muito poucos cumpriram os requisitos mínimos para um “compromisso decente”. A campanha Race to Zero da ONU os chama de “critérios de linha de partida”. Ela afirma que eles devem ter um “plano e evidências publicadas de ações tomadas para atingir a meta”, para além de um compromisso declarado.

### O papel dos créditos de carbono
Um dos principais motivos da baixa credibilidade de muitas alegações de net zero é sua forte dependência de créditos de carbono. Os créditos de carbono são frequentemente usados para compensação. Eles reduzem ou removem as emissões de dióxido de carbono e outros gases de efeito estufa para compensar as emissões feitas em outros lugares. Muitas empresas de combustíveis fósseis se comprometeram a zerar suas emissões líquidas até 2050. Ao mesmo tempo, continuam a aumentar as emissões de gases de efeito estufa por meio da extração e produção de combustíveis fósseis. Elas afirmam que usarão créditos de carbono e tecnologia de captura de carbono para continuar extraindo e queimando combustíveis fósseis. A ONU condenou essas promessas como exemplos perigosos de greenwashing.

## Críticas
Os cientistas climáticos James Dyke, Bob Watson [en] e Wolfgang Knorr argumentam que o conceito de net zero tem sido prejudicial para as reduções de emissões. Isso ocorre porque ele permite que os atores adiem as reduções de emissões atuais confiando em soluções tecnológicas futuras e não comprovadas. Exemplos disso são a compensação de carbono, a remoção de dióxido de carbono e a geoengenharia. “Os problemas surgem quando se supõe que essas [soluções tecnológicas] podem ser implantadas em larga escala. Isso serve efetivamente como um cheque em branco para a queima contínua de combustíveis fósseis e a aceleração da destruição do habitat”, afirmaram. Ao traçar a história dos fracassos anteriores da política climática [en] na redução de emissões de 1988 a 2021, eles disseram que “[chegam] à dolorosa constatação de que a ideia do zero líquido licenciou uma abordagem imprudentemente arrogante do tipo ‘queime agora, pague depois’, que fez com que as emissões de carbono continuassem a subir”. Eles concluíram: “As atuais políticas de zero líquido não manterão o aquecimento dentro de 1,5 °C porque nunca tiveram essa intenção. Elas foram e ainda são motivadas pela necessidade de proteger as empresas como sempre, não o clima. Se quisermos manter as pessoas seguras, então cortes grandes e contínuos nas emissões de carbono precisam acontecer agora. [...] Acabou o tempo de se alimentar de ilusões.”
Em seu relatório de 2021, Dangerous Distractions (Distrações Perigosas), o economista Marc Lee disse que o zero líquido tinha o potencial de ser uma distração perigosa que reduzia a pressão política para diminuir as emissões. “Uma meta de zero líquido significa menos incentivo para chegar ao ‘zero real’ de emissões de combustíveis fósseis, um escape que prolonga os negócios de sempre e atrasa uma ação climática mais significativa”, disse ele. “Em vez de apostar nas tecnologias de remoção de carbono do futuro, o Canadá deveria planejar uma redução gerenciada da produção de combustíveis fósseis e investir recursos públicos em soluções de boa-fé, como as energias renováveis e uma transição justa dos combustíveis fósseis”, afirmou.
Na Conferência das Nações Unidas sobre Mudanças Climáticas de 2022 (COP27), o Grupo de Especialistas de Alto Nível sobre os Compromissos de Emissões Zero Líquidas de Entidades Não Estatais das Nações Unidas, formado em março passado pelo Secretário-Geral da ONU, António Guterres, e presidido pela ex-ministra canadense do Meio Ambiente e Mudanças Climáticas [en], Catherine McKenna [en], divulgou um relatório que afirmava que as promessas de neutralidade de carbono de muitas empresas, governos locais, governos regionais e instituições financeiras em todo o mundo muitas vezes não passavam de greenwashing. Ele forneceu 10 recomendações para garantir maior credibilidade e responsabilidade para as promessas de neutralidade de carbono, como exigir que os atores não estatais divulguem publicamente e relatem informações verificáveis (por exemplo, inventários de gases de efeito estufa [en] e  contabilização da pegada de carbono em prospectos [en] de títulos financeiros) que comprovem o compromisso com a redução de emissões.
Após a divulgação do relatório, o Net Zero Tracker, um consórcio de pesquisa que inclui o NewClimate Institute, a Energy and Climate Intelligence Unit [en], o Data-Driven EnviroLab da Universidade da Carolina do Norte em Chapel Hill e a Net Zero Initiative [en] da Universidade de Oxford, publicou um relatório avaliando as promessas de neutralidade climática de 116 de 713 governos regionais, de 241 de 1 177 cidades com população superior a 500 000 habitantes e de 1 156 de 2 000 empresas de capital aberto nos  25 países com as maiores emissões (cujas promessas abrangem mais de 90% do produto mundial bruto) conforme as recomendações do relatório da ONU. Eles descobriram que muitas destas promessas eram em grande medida infundadas e mais da metade das cidades não tinha um plano para rastrear e relatar o cumprimento das promessas.

### Igualdade e impacto
O conceito de net zero atraiu críticas pelo impacto que poderia ter sobre a igualdade e a distribuição. O uso de remoções ou créditos de carbono para compensação tem sido particularmente controverso. Isso se deve à possibilidade de que os próprios projetos de compensação possam ter efeitos prejudiciais. As Diretrizes ISO Net Zero afirmam que as estratégias net zero devem estar alinhadas aos Objetivos de Desenvolvimento Sustentável das Nações Unidas. Isso é para “apoiar a igualdade e a transição global para uma economia líquida zero e quaisquer metas globais subsequentes da ONU que substituam as ODS 2030”. A campanha Race to Zero da CQNUMC diz que as reduções e remoções de emissões devem “garantir os direitos das pessoas e comunidades mais vulneráveis”. Ela afirma que as organizações devem divulgar como apoiarão as comunidades afetadas pelos impactos climáticos e pela transição climática.